# Rothschild Boulevard

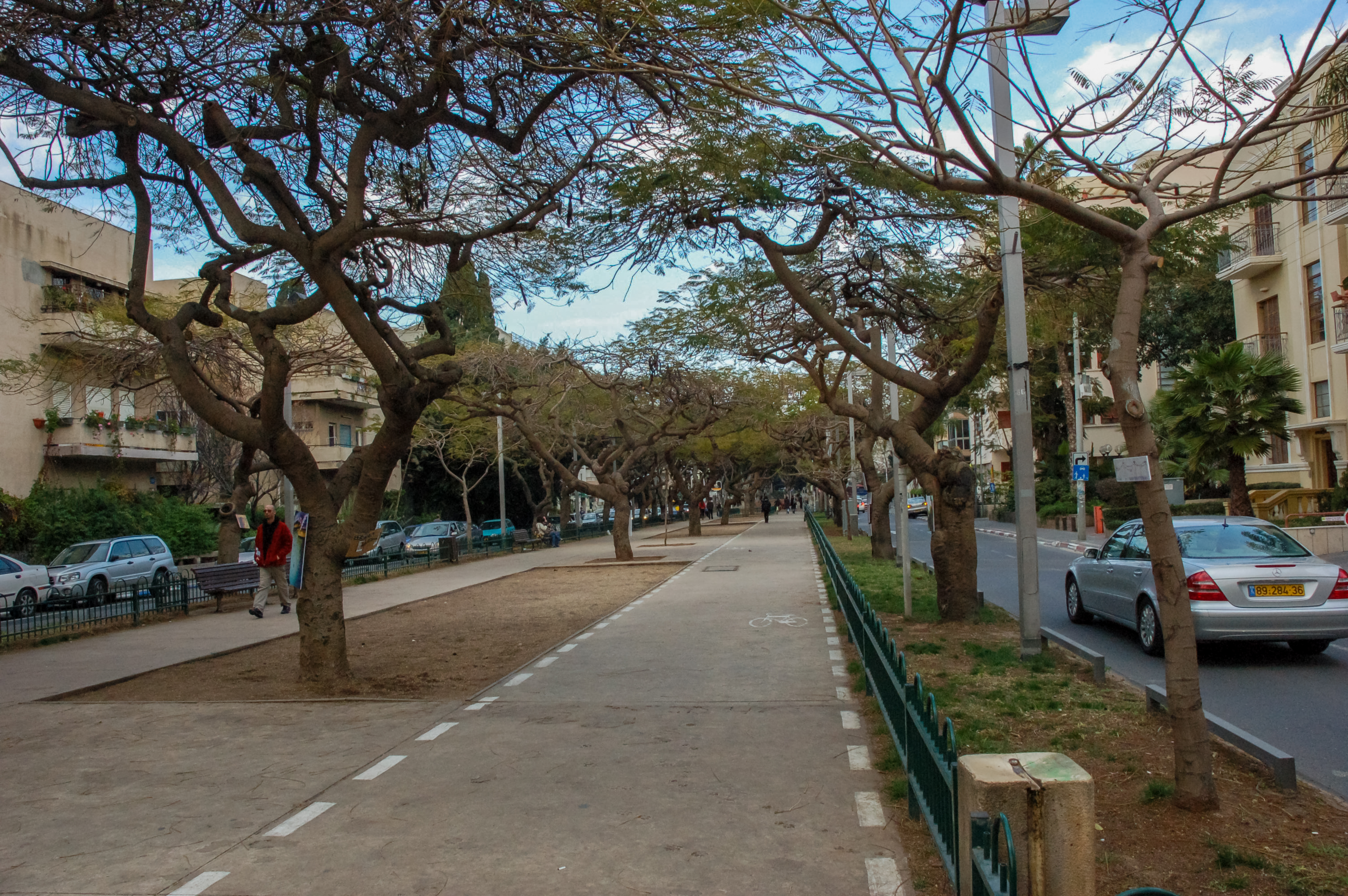
Droga rowerowa na Rothschild Boulevard

Rothschild Boulevard (hebr. שדרות רוטשילד, Sderot Rotshild) to jedna z głównych ulic w centrum Tel Awiwu w Izraelu, rozpoczynająca się w Newvez Tekek na południowo-zachodnim krańcu i biegnąca na północ do teatru Habima. Jest to jedna z najdroższych ulic w mieście, będąca jedną z głównych atrakcji turystycznych miasta. Posiada szeroki, wysadzany drzewami pas centralny z pasażami dla pieszych i rowerzystów.

## Historia
Bulwar Rothschilda początkowo nosił nazwę Rehov HaAm („Street of the people”). Później mieszkańcy poprosili o zmianę nazwy na cześć Barona Edmonda Jamesa de Rothschilda. Jeden dom, na rogu bulwaru Rothschilda i ulicy Herzl, został zbudowany w 1909 r. Przez rodzinę Eliavson, jedną z 60 rodzin założycielskich Tel Awiwu. W 2007 r. Budynek został zakupiony i odrestaurowany przez Instytut Francuski.
Izraelska Deklaracja Niepodległości została podpisana w Sali Niepodległości na bulwarze Rothschilda. Wiele zabytkowych budynków zostało wybudowanych w stylu Bauhausu lub w stylu międzynarodowym, stanowiąc część Białego Miasta Tel Awiwu, wpisanego na Listę Światowego Dziedzictwa UNESCO. W domu Lederberg z 1925, na skrzyżowaniu ulicy Allenby, znajduje się seria dużych ceramicznych murali zaprojektowanych przez Ze’ev Rabana, członka szkoły Bezalel. Cztery freski przedstawiają żydowskiego pioniera, który sieje i zbiera, pasterza i Jerozolimę, z wersetem z Jeremiasza 31: 4: „Znowu odbuduję cię i będziesz odbudowany”.
W 1995 r. gmina zorganizowała konkurs architektoniczny na projektowanie dróg. Architekt Moti Bodek zasugerował wykorzystanie istniejącego pierścienia drogi jako systemu szkieletowego składającego się z pieszych ścieżek i ścieżek rowerowych, ukierunkowanych na miejskie zajęcia rekreacyjne i rekreacyjne wraz z restaurowaniem i renowacją zabytkowych kiosków. Bulwar to dzielnica artystyczna z galeriami, w tym Galerią Alona Segeva i Sommer Contemporary Art.
W 2013 roku Absolut Vodka wprowadziła specjalnie zaprojektowaną butelkę nawiązującą do Tel Awiwu, która była elementem serii miast świata. Projekt upamiętniający bulwary Ficus w Tel Awiwie inspirowany był nocnym krajobrazem bulwarów Rothschild, Nordau i Chen.